# Steinefrenz
Steinefrenz ist eine Ortsgemeinde im Westerwaldkreis in Rheinland-Pfalz. Sie gehört der Verbandsgemeinde Wallmerod an.

## Geographische Lage
Die Gemeinde liegt im Westerwald zwischen Montabaur und Limburg an der Lahn. Durch den Ort fließt der Eisenbach. Zu Steinefrenz gehören auch die Wohnplätze Am Bahnhof Steinefrenz, Hof Kölsberg, Marienhof, Neumühle und Sonnenhof.

## Geschichte
Steinefrenz wurde im Jahre 959 als Brencede erstmals urkundlich erwähnt. Damals gehörte der Ort zum Zent Humbach. Wohl vom 13. Jahrhundert an war er Teil des Kirchspiels und damit auch des Kirchspielgerichts Hundsangen in der Grafschaft Diez.
Vom Jahr 1235 bis 1344 ist eine niederadlige Familie nachweisbar, die sich nach Brencede benannte.
Der Ort gehörte bis 1803 zum Kurfürstentum Trier und war dort dem Amt Montabaur zugeordnet.
Nach der Auflösung des Kurfürstentums und dem Reichsdeputationshauptschluss von 1803 wurde das vorherige kurtrierische Amt Montabaur, damit auch Steinefrenz, dem Fürstentum Nassau-Weilburg zugesprochen und gehörte nach der Gründung des Rheinbundes (1806) zum Herzogtum Nassau. Während der naussauischen Regierung gehörte Steinefrenz zum Amt Meudt im Regierungsbezirk Ehrenbreitstein, später zum Amt Wallmerod. Von 1866 bis 1945 gehörte Steinefrenz zur preußischen Provinz Hessen-Nassau und war Teil des Unterwesterwaldkreises.
Die Kirche St. Matthias wird 1525 erstmals erwähnt. 1746 wurde sie neu erbaut. 1905 erfolgte die Errichtung einer Pfarrvikarie. 1916 wurde neben der alten Kirche ein Neubau fertig. Im Jahr 1948 stürzte die alte Kirche ein.
Ebenfalls 1525 wird erstmals eine Mühle im Gemarkungsgebiet erwähnt, 1564 eine weitere. Eine Ölmühle ist für das Jahr 1682 überliefert und die Neumühle von 1710 an.
Im heutigen Gemeindegebiet von Steinefrenz und der Nachbargemeinde Girod befand sich das Dorf Potenhain, das 1412 erstmals erwähnt wird und wohl kurz nach 1476 wüst fiel. Seine Gemarkung wurde Steinefrenz und Girod zugeschlagen. Ebenso erging es der Gemarkung von Wenigenfrenz, das 1364 erstmals genannt wird. Spätestens 1564 war der Ort wüst.
Bevölkerungsentwicklung
Die Entwicklung der Einwohnerzahl von Steinefrenz, die Werte von 1871 bis 1987 beruhen auf Volkszählungen:
| Jahr | Einwohner |
| ---- | --------- |
| 1786 | 203       |
| 1815 | 251       |
| 1835 | 320       |
| 1871 | 399       |
| 1905 | 422       |
| 1939 | 542       |
| 1950 | 583       |
| 1961 | 572       |

| Jahr | Einwohner |
| ---- | --------- |
| 1970 | 597       |
| 1987 | 591       |
| 1997 | 727       |
| 2005 | 767       |
| 2011 | 769       |
| 2017 | 778       |
| 2023 | 771       |

## Politik

### Bürgermeister
Michael Hannappel wurde am 14. Juli 2014 Ortsbürgermeister von Steinefrenz. Bei der Direktwahl am 26. Mai 2019 wurde er mit einem Stimmenanteil von 93,56  % für weitere fünf Jahre in seinem Amt bestätigt. Er wurde im Juni 2024 wiedergewählt.
Hannappels Vorgänger Klaus-Dieter Kühner hatte das Amt von 1994 bis 2014 ausgeübt.

### Wappen
| Wappen von Steinefrenz | Blasonierung: „Spätgotischer Rundschild, unter goldenem Schildhaupt, darin eine viermal gewellte blaue Leiste, Schild gespalten, vorne in Silber ein durchgehendes rotes Kreuz, hinten in Rot ein goldenes Beil nach links.“ |
| Wappen von Steinefrenz | Wappenbegründung: Die blaue Wellenleiste im Schildhaupt symbolisiert den Eisenbach, die vier Wellen die ehemals vier Mühlen, die Farben Blau und Gold weisen auf die frühere Zugehörigkeit zu Nassau hin; das rote Kreuz ist aus dem kurtrierer Wappen übernommen; das goldene Beil stellt das Attribut des Schutzpatron der Gemeinde, den hl. Matthias dar. Das Wappen wurde von Manfred Limbach entworfen und am 23. März 1988 von der Bezirksregierung Koblenz genehmigt. |

## Wirtschaft und Infrastruktur

### Verkehr

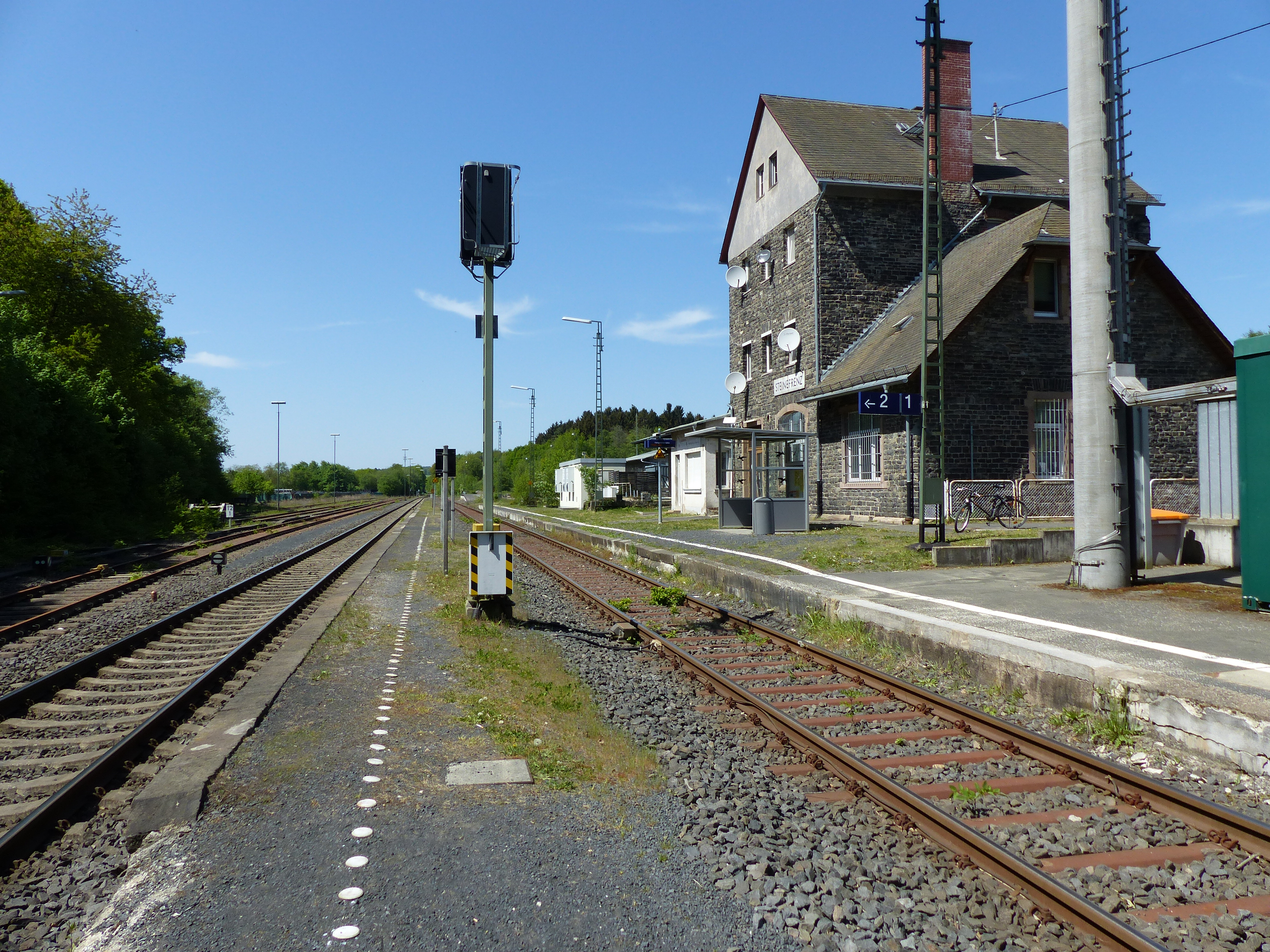
Bahnhof Steinefrenz

- Östlich des Orts verläuft die Bundesstraße 8, die Limburg an der Lahn und Hennef (Sieg) verbindet.
- Die nächste Autobahnanschlussstelle ist Nentershausen an der Bundesautobahn 3 (Köln–Frankfurt am Main), etwa drei Kilometer entfernt.
- Steinefrenz verfügt über einen Bahnhof an der Bahnstrecke Limburg-Staffel–Siershahn (RB29) von Bahnhof Limburg (Lahn) nach Siershahn.

Der Bahnhof trug bis zur Inbetriebnahme des Bahnhofs Wallmerod an der Westerwaldquerbahn im Jahre 1910 die Bezeichnung „Wallmerod“. Hier verkehrt heute die Linie RB 29, die von der Hessischen Landesbahn (HLB) als „Dreiländerbahn“ betrieben wird und im Rheinland-Pfalz-Takt ca. stündlich verkehrt.

## Persönlichkeiten
- Mathias Metternich (1747–1825), Professor für die Fächer Mathematik und Physik, Publizist, Anhänger der Aufklärung und Mitglied des Illuminatenordens